# Босе (Ил и Вилен)
Босе (фр. Beaucé) насеље је и општина у северозападној Француској у региону Бретања, у департману Ил и Вилен која припада префектури Фужер.
По подацима из 2011. године у општини је живело 1249 становника, а густина насељености је износила 152,88 становника/km². Општина се простире на површини од 8,17 km². Налази се на средњој надморској висини од 94 метара (максималној 188 m, а минималној 70 m).

## Демографија
| 1962. | 1968. | 1975. | 1982. | 1990. | 1999. | 2011. |
| ----- | ----- | ----- | ----- | ----- | ----- | ----- |
| 377   | 400   | 632   | 974   | 1.055 | 1.056 | 1.249 |

График промене броја становника у току последњих година